# Palazzo d'Amaro

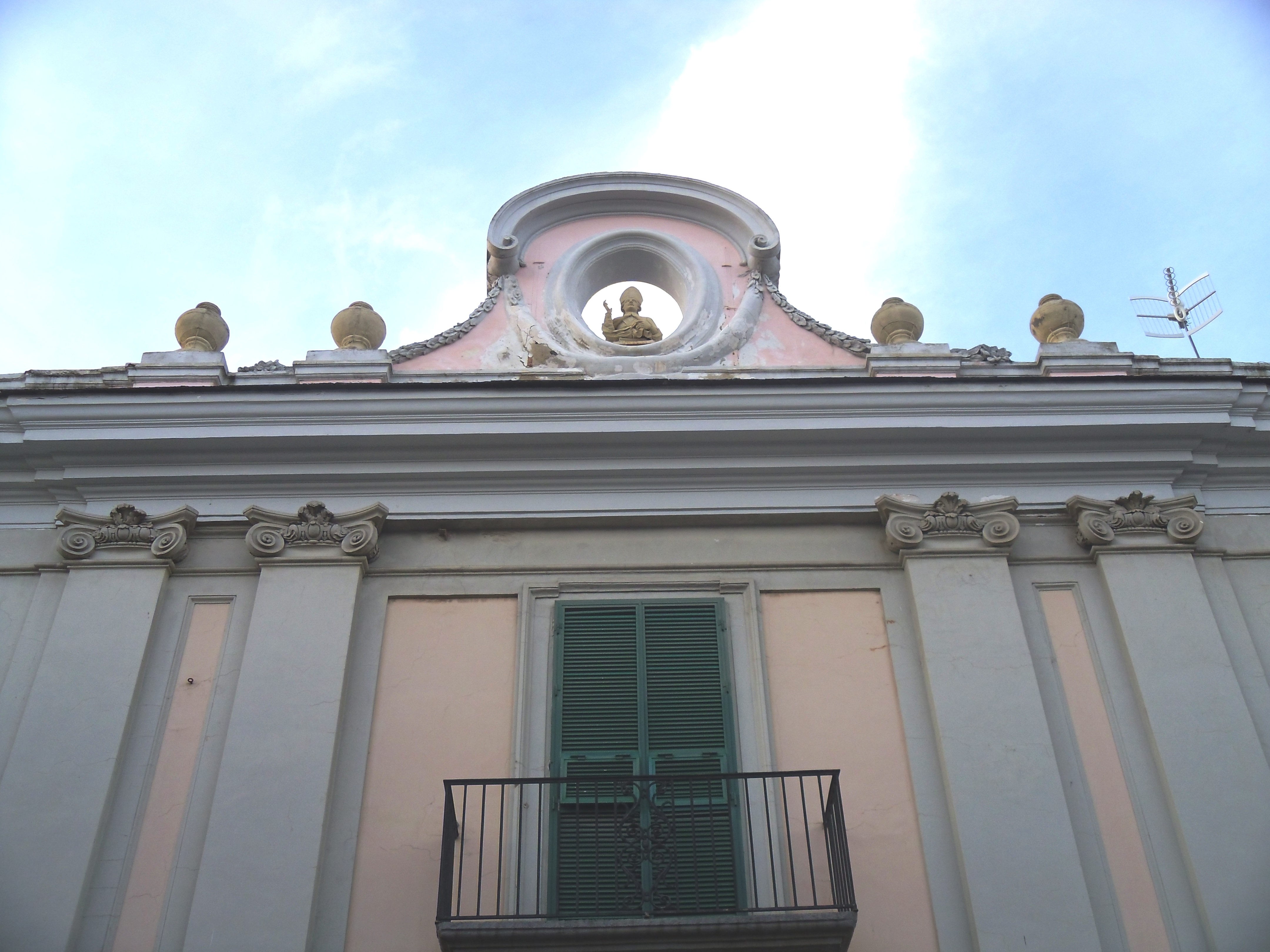
Il palazzo d'Amaro

Il Palazzo d'Amaro, appartenuto alla famiglia omonima, è un palazzo del '600 di Boscotrecase. Costruito lungo una strada principale e facilmente raggiungibile , è sito in un luogo ameno da cui si può godere della vista del mare e del Vesuvio.
Ad oggi la maggiore quota appartiene all'  Imprenditore Boschese Giovanni Manzo , classe '90 , laureato in Economia , il quale ha aperto le porte del Palazzo a turisti e vacanzieri che desiderano soggiornare alle falde del Vesuvio.

## Descrizione

### Esterno
Il palazzo risale al Seicento, tuttavia la facciata avrebbe assunto le attuali condizioni nel Settecento, infatti presenta tutti i caratteri dell'architettura neoclassica. I balconi, il portale, e i davanzali, interamente in pietra lavica, si alternano a slanciate colonne in stile ionico. A coronare la facciata è un elegante struttura architettonica formata da un oculo, circondato da quattro pinnacoli sferici, con all'interno un mezzobusto di San Gennaro benedicente.
Il cortile interno è pavimentato con i tradizionali lastroni in pietra lavica. Sul soffitto a botte del vestibolo d'ingresso sono presenti alcune cornici in muratura dove probabilmente erano affrescati gli stemmi della famiglia. In fondo al cortile parallelamente al portone d'ingresso v'è una gradinata che permette l'accesso al vasto giardino il cui portale è formato da due massicci pilastri coronati da vasi reali, di forma sferica, in terracotta.

### Interno
Il primo piano è composto da numerose stanze comunicanti attraverso eleganti porte di legno intarsiato. Quasi tutte le camere si presentano a cupola, affrescate con motivi naturalistici e interamente pavimentate con la riggiola napoletana.